# قره‌قیه (اردبیل)
قره‌قیه یک منطقهٔ مسکونی در ایران است که در دهستان لاهرود واقع شده‌است. قره‌قیه ۱٬۷۱۳ نفر جمعیت دارد. 4 مسجد دارد 